# لنویک
لنویک (به فرانسوی: Longvic) یک کمون در فرانسه با جمعیت ۹٬۳۸۵ نفر است که در Canton of Chenôve واقع شده‌است.